# Fucus
A Fucus a sárgásmoszatok (Stramenopila) törzsének egyik nemzetsége.

## Parazitái
Legfőbb ektoparazitái a Macrochiron fucicolum Brady, 1872 és a Macrochiron mutatum Stock, 1957 nevű evezőlábú rákokok (Copepoda).

## Rendszerezés
A nemzetségbe az alábbi 91 faj tartozik:
- Fucus acicularis Esper, 1800
- Fucus aculeatus Esper, 1798
- Fucus albidus Esper, 1800
- Fucus albus Esper, 1798
- Fucus angulatus Gmelin
- Fucus angulatus Roussel, 1806
- Fucus articulatus S.G.Gmelin, 1768
- Fucus atomarius S.G.Gmelin
- Fucus bastera S.G.Gmelin, 1768
- Fucus bipinnatus Desfontaines
- Fucus callopilophorus Forsskål, 1775
- Fucus capensis Areschoug, 1860
- Fucus cartilagineus Gunnerus, 1772
- Fucus ceranoides Linnaeus, 1753
- Fucus chalonii Feldmann, 1941
- Fucus clavatus J.V.Lamouroux, 1805
- Fucus clavatus C.Agardh, 1822
- Fucus compressus C.Agardh, 1824
- Fucus corniculatus R.Brown ex Turner, 1809-1811
- Fucus corniculatus Wulfen, 1786
- Fucus cottonii M.J.Wynne & Magne, 1991
- Fucus deformis Esper, 1800
- Fucus diaphanus Esper, 1800
- Fucus dichotomus Sauvageau, 1915
- Fucus diffusus Hudson, 1778
- Fucus distichus Linnaeus, 1767
- Fucus divaricatus Gunnerus, 1772
- Fucus edentatus Bachelot de la Pylaie, 1830
- Fucus evanescens C.Agardh, 1820
- Fucus fibrilla Esper, 1804
- Fucus filiformis S.G.Gmelin, 1768
- Fucus fimbriatus S.G.Gmelin, 1768
- Fucus flaccidus J.V.Lamouroux, 1802
- Fucus flagellaris Esper, 1800
- Fucus flexilis Wulfen, 1803
- Fucus fulvescens Esper, 1802
- Fucus furcatus Stackhouse, 1802
- Fucus geniculatus S.G.Gmelin, 1768
- Fucus gramineus A.P.de Candolle
- Fucus guiryi G.I.Zardi, K.R.Nicastro, E.S.Serrão & G.A.Pearson, 2011
- Fucus heterophyllus C.L.Willdenow, 1794
- Fucus hirtus Bonpland, 1809
- Fucus humboldtii Bonpland, 1809
- Fucus intermedius van Goor, 1923
- Fucus lacerus Linnaeus, 1763
- Fucus lagasca Clemente, 1807
- Fucus lichenoides S.G.Gmelin, 1768
- Fucus lichenoides Goodenough & Woodward
- Fucus ligulatus S.G.Gmelin, 1768
- Fucus mamillaris Esper, 1802
- Fucus membranaceus N.L.Burman, 1768
- Fucus membranifolius Withering, 1796
- Fucus nereideus Lightfoot, 1777
- Fucus osmunda S.Gmelin
- Fucus ovifrons Weber & D.Mohr, 1805
- Fucus palmetta S.G.Gmelin, 1768
- Fucus papillosus S.G.Gmelin, 1768
- Fucus parksii Gardner, 1940
- Fucus pinnatus N.L.Burman, 1768
- Fucus plumula Esper, 1800
- Fucus polyphyllus S.G.Gmelin, 1768
- Fucus potamogetifolius Turra, 1780
- Fucus pumilus Hudson, 1778
- Fucus pygmaeus Lightfoot, 1777
- Fucus racemosus Esper, 1800
- Fucus radicans L.Bergström & L.Kautsky, 2005
- Fucus rigidus Turra, 1780
- Fucus serratus Linnaeus, 1753
- Fucus seta Sprengel, 1809
- Fucus setaceus Poiret, 1808
- Fucus setaceus Esper, 1808
- Fucus setaceus Hudson, 1778
- Fucus setaceus Wulfen, 1803
- Fucus sherardii
- Fucus siliculosus Linnaeus, 1767
- Fucus spataeformis Esper, 1808
- Fucus spermophorus Linnaeus, 1767
- Fucus sphaerocephalus Esper, 1804
- Fucus spiralis Linnaeus, 1753
- Fucus squamulosus Turner, 1809
- Fucus tendo Linnaeus, 1753
- Fucus tenuissimus Esper, 1800
- Fucus tetragonus Goodenough & Woodward, 1797
- Fucus tremella
- Fucus tuniformis Bertoloni, 1819
- Fucus ulvoides Turner, 1809
- Fucus undulatus J.Gmelin, 1792
- Fucus uniformis Esper, 1800
- hólyagmoszat (Fucus vesiculosus) Linnaeus, 1753 - típusfaj
- Fucus virsoides J.Agardh, 1868
- Fucus zeylanicus Retzius, 1791

### Kérdéses taxonok
Az alábbi 56 taxon idetartozása kérdéses:
- Fucus abnormis Stackhouse
- Fucus acutus 'Turner'
- Fucus allantoides Brown ex Turner
- Fucus antennulatus Raffeneau-Delile
- Fucus antennulatus Raffeneau Delile
- Fucus aphyllantos Gmelin
- Fucus atomarius (Woodward) Bertoloni
- Fucus bacciferus
- Fucus barbulatus Poiret
- Fucus bicornis Gmelin
- Fucus bicornis De la Pylaie
- Fucus botryoid Forssk.
- Fucus brevifolius Poiret
- Fucus buxbaumii C.Agardh
- Fucus capitatus Gmelin
- Fucus capitatus Stackh.
- Fucus capreolatus R.Brown
- Fucus caranoides
- Fucus caulescens Gmelin
- Fucus cespitosus
- Fucus cirrhifolius West
- Fucus coarctatus Schousboe
- Fucus confervicola Chamisso
- Fucus conglobatus Turner
- Fucus conoides Forssk.
- Fucus coriaceus Roussel, 1806
- Fucus cornatus
- Fucus corrigerus Vahl
- Fucus cribrosus Mertens f.
- Fucus cystocarpus C.Agardh
- Fucus degenerativus (Arcich.) Richard
- Fucus denudatus 'Turner'
- Fucus deustus 'Fl.Dan.'
- Fucus diaphanus Raffeneau Delile
- Fucus disciplinalis Bory de Saint-Vincent
- Fucus emarginatus Vahl
- Fucus evesiculosus Bory de Saint-Vincent
- Fucus exilis R.Brown
- Fucus felinus Raffeneau Delile
- Fucus filicinus Hudson, 1762
- Fucus fistulosus Huds.
- Fucus flabellum Bertoloni
- Fucus forsskaolii Mertens
- Fucus fuecii De la Pylaie
- Fucus fungosus Desf.
- Fucus funiformis Gunnerus
- Fucus humilis Schousboe
- Fucus imbricatus Schousboe
- Fucus lobatus Schousboe
- Fucus lubricus Schousboe
- Fucus marginalia Schousboe
- Fucus mesembrianthemi Schousboe
- Fucus rissoanus Schousboe
- Fucus uncialis Schousboe
- Fucus virens Schousboe
- Fucus vulpinus Esper, 1800